# شينيا ساكو
شينيا ساكو (باليابانية: 迫井 深也) (8 مايو 1977 في هيروشيما في اليابان – )؛ هو لاعب كرة قدم ياباني سابق كان يلعب كمدافع.

## وصلات خارجية
- شينيا ساكو على موقع رابطة كرة القدم اليابانية للمحترفين (اليابانية)
- شينيا ساكو على موقع قاعدة بيانات كرة القدم.إي يو (الإنجليزية)
- شينيا ساكو على موقع عالم كرة القدم.نت (الإنجليزية)